# Premio TV - Premio regia televisiva 2014

Sigla della trasmissione TV

La cinquantaquattresima edizione del Premio Regia Televisiva, condotta da Fabrizio Frizzi, si svolse al teatro Ariston di Sanremo il 9 marzo 2014 e fu trasmessa in diretta su Rai 1. La serata fu seguita da 3.887.000 telespettatori con uno share del 16,28%.

## Premi
in grassetto i vincitori

### Top Ten
- Affari tuoi (Rai 1) - ritira il premio Flavio Insinna
- Avanti un altro! (Canale 5) - ritira il premio Leonardo Tricarico, interprete del personaggio dell'Alieno nel cast della trasmissione
- Ballando con le stelle (Rai 1) - ritira il premio Milly Carlucci con Paolo Belli e i maestri
- L'eredità (Rai 1) - ritirano il premio Carlo Conti e le "professoresse" (Ludovica Caramis, Eleonora Cortini, Laura Forgia, Francesca Fichera)
- Le Iene (Italia 1) - ritira il premio Ilary Blasi
- Report (Rai 3) - ritira il premio Milena Gabanelli
- Sogno e son desto (Rai 1) - ritira il premio Massimo Ranieri
- Striscia la notizia (Canale 5) - ritirano il premio Antonio Ricci e Ezio Greggio
- Tale e quale show (Rai 1) - ritira il premio Carlo Conti
- The Voice of Italy (Rai 2) - ritirano il premio Piero Pelù e Noemi

#### Nomination
- La prova del cuoco (Rai 1)
- La vita in diretta (Rai 1)
- Quarto grado (Rete 4)
- Ti lascio una canzone (Rai 1)
- Crozza nel Paese delle Meraviglie (LA7)
- Virus - Il contagio delle idee (Rai 2)
- Festival di Sanremo 2014 (Rai 1)
- Piazzapulita (LA7)
- Presa diretta (Rai 3)
- Porta a Porta (Rai 1)

### Miglior programma in assoluto
- Affari tuoi (Rai 1)

### Miglior personaggio femminile
- Luciana Littizzetto
- Antonella Clerici
- Maria De Filippi

### Miglior personaggio maschile
- Carlo Conti
- Paolo Bonolis
- Flavio Insinna

### Miglior fiction
- Don Matteo 9 (Rai 1) - ritira il premio Nino Frassica
- Un matrimonio (Rai 1)
- Una grande famiglia 2 (Rai 1)

### Miglior telegiornale
- Sky TG24
- TG1
- TG LA7

### Miglior programma web
- Edicola Fiore (Web/Rai Radio 2)

### Evento straordinario tv dell'anno
- Gianni Morandi - Live in Arena (Canale 5) - ritira il premio Gianni Morandi